# 筲箕湾镇
筲箕湾镇，是中华人民共和国湖南省怀化市沅陵县下辖的一个镇，位于沅陵县西南部。

## 行政区划
筲箕湾镇下辖以下地区：
筲箕湾社区、三角坪社区、三眼桥村、五里山村、铺坪村、洞底村、花桥村、蒋家村、株木山村、龙潭坪村、大坪头村、田家坪村、金华山村、银华山村、舒溪坪村、双炉村、九龙山村、思通溪村和野柘村。